# Wentworth (Dakota del Sud)
Wentworth è un villaggio (village) degli Stati Uniti d'America della contea di Lake nello Stato del Dakota del Sud. La popolazione era di 171 abitanti al censimento del 2010. È l'unico villaggio incorporato nello stato del Dakota del Sud.
Wentworth fu pianificata nel 1881 e prende il nome dalla famiglia locale Wentworth, i proprietari originali del sito della città.

## Geografia fisica
Wentworth è situata a 43°59′48″N 96°57′58″W (43.996803, -96.966092).
Secondo lo United States Census Bureau, il villaggio ha una superficie totale di 0,66 km², dei quali 0,66 km² di territorio e 0 km² di acque interne (0% del totale).

## Società

### Evoluzione demografica
Secondo il censimento del 2010, la popolazione era di 171 abitanti.

### Etnie e minoranze straniere
Secondo il censimento del 2010, la composizione etnica del villaggio era formata dal 99,42% di bianchi, lo 0% di afroamericani, lo 0,58% di nativi americani, lo 0% di asiatici, lo 0% di oceanici, lo 0% di altre razze, e lo 0% di due o più etnie. Ispanici o latinos di qualunque razza erano lo 0,58% della popolazione.